# Cleptocràcia
| puntuació igual o entre 90 i 100 puntuació igual o entre 80 i 89 puntuació igual o entre 70 i 79 puntuació igual o entre 60 i 69 puntuació igual o entre 50 i 59 puntuació igual o entre 40 i 49 | puntuació igual o entre 30 i 39 puntuació igual o entre 20 i 29 puntuació igual o entre 10 i 19 puntuació igual o entre 0 i 9 Dades no disponibles |

Mapa amb l'Índex de percepció de corrupció al món l'any 2024; com més alta és la xifra de l'índex, més bona és la percepció dels experts i de la població sobre la corrupció d'un país. Així, la llista l'encapçalen Dinamarca (90), Finlàndia (88) i Singapur (84) com a països amb millor percepció. La tanquen Veneçuela (10), Somàlia (9) i el Sudan del Sud (8). Els 56 punts situen Espanya en la posició 46 del rànquing internacional, per sota de països com Ruanda (57 punts), Botswana (57), Costa Rica (58) o l'Aràbia Saudita (59), i empatada amb Xipre, Grenada i República Txeca.

La cleptocràcia (del grec clepto, 'furtar', i cracia, 'força' = domini dels lladres) és l'establiment i desenvolupament del poder basat en el robatori de capital, a través de la institucionalització de la corrupció i els seus derivats, com ara el nepotisme, el clientelisme polític o el peculat, de manera que aquestes accions delictives queden impunes, a causa del fet que tots els sectors del poder estan corromputs, des de la justícia, funcionaris de la llei i tot el sistema polític i econòmic.
És un terme de creació recent, i se sol emprar despectivament per dir que un govern és corrupte i lladre.

## Característiques
En una cleptocràcia els mecanismes del govern d'un estat es dediquen quasi en la seua totalitat a gravar els recursos i la població del país (mitjançant impostos, desviaments de fons, etc.), els dirigents del sistema, aglutinen grans fortunes personals, especialment el president o el major càrrec de cap d'estat, junt amb les figures més pròximes com ara els ministres i assessors personals. En la cleptocràcia el diners són blanquejats o es desvien a comptes bancaris secrets, en general a paradisos fiscals, com a ocultació del robatori.
La cleptocràcia té lloc generalment en dictadures o en certes formes de governs autocràtics, ja que en la democràcia resulta més difícil encobrir-la, tot i que hi ha hagut casos de governs amb aparença democràtica que han estat considerats cleptòcrates. Les economies dels règims cleptocràtics tenen tendència a decaure constantment, ja que la corrupció significa que l'economia està subordinada als interessos dels cleptòcrates. A més, les economies basades en l'extracció de matèries primeres (per exemple, els minerals i el petroli) poden ser particularment propenses a ser cleptòcrates.
Històricament, l'ambient sociopolític associat al sistema colonial –la denominació de països colonitzats, les economies dels quals són molt vulnerables a la dependència d'un nombre reduït de matèries primeres– ha estat particularment procliu a la creació de les darreres cleptocràcies, amb Àfrica i Amèrica Llatina com a les regions més propenses.
Alguns analistes utilitzen el teme "cleptocràcia" per desacreditar els processos polítics que permeten que les grans corporacions siguien influents en la política. Ralph Nader va qualificar els Estats Units com una cleptocràcia, en aquest sentit de la paraula, durant la campanya presidencial de l'any 2000 d'aquest país. De totes maneres, un terme més exacte per a aquesta influència sobre un estat és la plutocràcia.

## Cleptocràcia i sistema financer
La cleptocràcia del segle XXI s'identifica amb un sistema financer global basat en el blanqueig de capitals, que "depèn dels serveis dels majors bancs del món i de professionals financers experts". El Fons Monetari Internacional va calcular que l'any 1998 el blanqueig de diners va suposar entre el 2 i el 5 per cent de l'economia mundial.
Els cleptòcrates es dediquen al blanqueig de diners per amagar els orígens corruptes de la seva riquesa i, alhora, salvaguardar-la de les amenaces com la inestabilitat econòmica i rivals cleptocràtics depredadors. Per assegurar la riquesa corrupta busquen actius i inversions en jurisdiccions més estables. Després fa ús personal dels diners, els retornen al país d'origen per donar suport a altres activitats o els despleguen a l'estranger.
Cercant el blanqueig de diners i la seguretat dels actius, els cleptòcrates abusen de les llibertats existents als països occidentals i transfereixen fons d'una cleptocràcia a les jurisdiccions occidentals. Des de 2011, hi ha hagut sortides financeres il·lícites per més d'1 bilió de dòlars anuals en els països en desenvolupament. Un estudi de 2016 va trobar que 12 bilions de dòlars s'havien llevat de Rússia, la Xina i les economies en desenvolupament.
El sistema financer cleptocràtic normalment comprèn quatre passos. En primer lloc, els cleptòcrates o els testaferros que operen en el seu nom creen empreses anònimes per ocultar els orígens i la propietat dels fons; de fet, poden crear múltiples xarxes entrellaçades d'empreses anònimes i nomenar directors testaferros per amagar el beneficiari final dels fons. En segon lloc, els cleptòcrates se salten les lleis occidentals quan transfereixen il·legalment fons al sistema financer occidental. En tercer lloc hi ha el blanqueig de diners: les transaccions financeres i adquisició d'actius proporcionen un origen defensable, tot i que il·legal, dels fons. Hi ha investigacions que han demostrat que la compra d'immobles de luxe és un mètode particularment atractiu, especialment pels cleptòcrates xinesos i russos. En quart lloc, els cleptòcrates poden emblanquinar la reputació contractant empreses de relacions públiques que presentin una imatge pública positiva i advocats que minimitzin l'escrutini periodístic  de les seves connexions polítiques i de l'origen de la riquesa.

## Efectes sobre l'economia i la qualitat de vida dels ciutadans d'un govern cleptocràtic
Els efectes d'un règim o govern cleptocràtic són adversos sobre el benestar de l'economia de l'estat, els afers polítics i els drets civils. La governança cleptocràtica arruïna les perspectives d'inversió estrangera i afebleix dràsticament el mercat nacional i el comerç transfronterer. Com que les cleptocràcies sovint malversen diners dels seus ciutadans mitjançant l'ús indegut de fons derivats de pagaments d'impostos, o participen fortament en esquemes de blanqueig de diners, tendeixen a degradar en gran manera la qualitat de vida dels ciutadans. A més, desvien els fons destinats a serveis públics com la construcció d'hospitals, escoles, carreteres, parcs, i de retruc afecten la qualitat de vida dels ciutadans. L'oligarquia informal que resulta d'una elit cleptocràtica subverteix la democràcia o qualsevol altre forma de govern polític.

## Narcocleptocràcia
Una narcocleptocràcia és una societat on els delinqüents implicats en el comerç de narcòtics tenen una influència indeguda en la governança d'un estat. Per exemple, el terme es va utilitzar per descriure el règim del dictador Manuel Antonio Noriega Moreno a Panamà en un informe elaborat per un subcomitè del Comitè del Senat dels Estats Units sobre Relacions Exteriors presidit pel senador de Massachusetts John Kerry.
El 2020, els Estats Units van acusar el president de Veneçuela, Nicolás Maduro i nombrosos funcionaris i responsables de l'administració
de tràfic de drogues.

## Cleptòcrates

### Rànquing de Transparència Internacional
Segons Transparència Internacional, els grans líders cleptòcrates internacionals són els següents:
1. Expresident indonesi Suharto ($ 15.000 milions - $ 35.000 milions entre 1967 i 1998)
2. Expresident filipí Ferdinand Marcos ($ 5.000 milions - $10.000 milions entre 1972 i 1986)
3. Expresident zairè Mobutu Sese Seko ($ 5.000 milions entre 1965 i 1997)
4. Expresident nigerià Sani Abacha ($ 2.000 milions - $ 5.000 milions entre 1993 i 1998)
5. Expresident iugoslau Slobodan Milošević ($ 1.000 milions entre 1989 i 2000)
6. Expresident haitià Jean-Claude Duvalier ($ 300 milions - $ 800 milions entre 1971 i 1986)
7. Expresident peruà Alberto Fujimori ($ 600 milions entre 1990 i 2000)
8. Exprimer ministre ucraïnès Pavlo Lazarenko ($ 114 milions - $ 200 milions entre 1996 i 1997)
9. Expresident nicaragüenc Arnoldo Alemán ($ 100 milions entre 1997 i 2002)
10. Expresident filipí Joseph Estrada ($ 78 milions - $ 80 milions entre 1998 i 2001)
11. Expresident Italià Silvio Berlusconi ($ 5 milions - $ 10 milions entre 2008 i 2011)

Cal destacar que la ideologia té poc a veure per ser cleptòcrata. Així, es poden mencionar socialistes com Milošević, o capitalistes com Suharto, tots dos qualificats com a cleptòcrates.